# Catalina Sopelana
Catalina Sopelana (nacida en 1992) es una actriz española.

## Vida y carrera
Nacida en 1992 en Madrid, se licenció en Psicología y en el último año de carrera decidió unirse a un grupo de teatro amateur. Posteriormente entrenó sus habilidades actorales en el taller de Juan Carlos Corazza. Debutó en el cine en Quién te cantará (2018), de Carlos Vermut. Tras aparecer en series de televisión como Velvet Colección, Matadero, es y Inhibidos, su interpretación de Julia en la serie de comedia de superhéroes de Netflix El Vecino (2019-2021) impulsó su carrera. Interpretó a Clau, una trabajadora social "empoderada", en la serie web de Playz Riders. También apareció en las películas Las leyes de la frontera (2021), Mantícora (2022) y Modelo 77 (2022), y se unió al elenco de Minotauro. Picasso y las Mujeres del Guerninca de Julio Medem para interpretar a Marie-Thérèse Walter.|group=n.}}Interpretó a la novia de Wendy (Lali Espósito) en la última temporada de la serie de acción y suspenso Sky Rojo, emitida en 2023.
Su actuación secundaria en La estrella azul, interpretando a una amiga del músico de rock Mauricio Aznar (2023), le valió una nominación al Premio de la Unión de Actores y Actrices a Mejor Actuación Femenina en un Papel Menor. En la cuarta temporada de la serie policial Wrong Side of the Tracks, Sopelana interpretó a la inexperta pero ambiciosa agente de policía Camila. También en 2024, apareció en el thriller psicológico ambientado en la universidad El aspirante,  y tuvo un papel menor en la serie de televisión Yo, adicto. En 2025, protagonizó junto a Álvaro Rico y Cecilia Suárez la serie de suspenso romántico El jardinero (2025), interpretando a la "dulce y amable" maestra de preescolar Violeta. También terminó de rodar El cuco de cristal, otra serie de suspense de Netflix en la que interpretó a la protagonista, una joven médica que, tras recibir un trasplante de corazón, indaga en la identidad del donante en el campo.

## Filmografía

### Cine
| Año  | Título                   | Papel | Notas                  | Referencia |  |
| ---- | ------------------------ | ----- | ---------------------- | ---------- |  |
| 2018 | ¿Quién te cantará?       | Diana | Debut en largometrajes | [ 3 ]      |  |
| 2021 | Las leyes de la frontera | Paqui |                        | [ 13 ]     |  |
| 2022 | Mantícora                |       |                        | [ 4 ]      |  |
| 2022 | Modelo 77                | Lucía |                        | [ 14 ]     |  |
| 2023 | La estrella azul         | Mara  |                        | [ 15 ]     |  |
| 2024 | El aspirante             | Lau   |                        | [ 16 ]     |  |
| 2024 | Que vienen los perros    |       |                        | [ 17 ]     |  |

### Televisión
| Año     | Título                 | Papel       | Notas                         | Referencia |
| ------- | ---------------------- | ----------- | ----------------------------- | ---------- |
| 2019–21 | El Vecino              | Julia       |                               | [ 3 ]      |
| 2021    | Jinetes                | Clau        |                               | [ 3 ]      |
| 2022    | Sentimos las molestias | Laura       |                               | [ 3 ]      |
| 2023    | Sky Rojo               | Greta       | Introducida en la temporada 3 | [ 18 ]     |
| 2024    | Entrevías              | Camila      |                               | [ 4 ]      |
| 2024    | Yo, adicto             |             |                               | [ 10 ]     |
| 2025    | El jardinero           | Violeta     |                               | [ 19 ]     |
| 2025    | El cuco de cristal     | Clara Merlo |                               | [ 12 ]     |